# 홍산동헌
홍산동헌(鴻山東軒)은 대한민국 충청남도 부여군에 있는 조선시대의 지방 관아건물이다. 1992년 12월 8일 충청남도의 유형문화재 제141호로 지정되었다.

## 개요
동헌은 조선시대의 지방 관아건물로 고을의 수령이 일반 행정업무와 재판 등 공적일 일을 하던 곳이다.
흥선대원군은 정권을 잡은 후 관청의 위엄을 세우기 위하여 전국에 걸쳐 관청건물을 정비하였다. 그 일환으로 고종 8년(1871) 정기화 군수가 세웠다. 해방 후 홍산지서로 사용하다가 1984년에 부여군에서 현재의 모습으로 보수하였다.
앞면 7칸·옆면 2칸의 크기로 중앙에 대청마루를 두고 좌우에 각각 크기가 다른 온돌방을 설치했다. 지붕은 옆모습이 여덟 팔(八)자 모양인 팔작지붕으로 관청의 위엄을 나타내고 있다.
동헌 앞에 있는 이정우 가옥은 관아문과 형방청으로 사용하던 건물이다.

## 같이 보기
부여 홍산현 관아

## 참고 자료
- 홍산동헌 - 국가유산청 국가유산포털